# Andrew Browne Cunningham
El Almirante de la Flota Andrew Browne Cunningham, 1.º Vizconde Cunningham de Hyndhope, KT, GCB, OM, DSO (Dublín, Irlanda, Reino Unido, 7 de enero de 1883-Londres, 12 de junio de 1963), hermano mayor del General sir Alan Cunningham, fue un almirante británico de la Segunda Guerra Mundial. A menudo es citado por sus iniciales «ABC».
Nació en Rathmines, un suburbio de Dublín, entonces parte del Reino Unido de Gran Bretaña e Irlanda, el 7 de enero de 1883, y asistió a diversas escuelas e institutos antes de alistarse en la Escuela Naval de Edimburgo con sólo 10 años, empezando así su relación con la Royal Navy. Después de graduarse en 1898 del Britannia Royal Naval College, ascendió rápidamente de rango. Comandó un destructor durante la Primera Guerra Mundial y algunos más durante el período de entreguerras. Por su actuación en la Gran Guerra fue condecorado con dos Órdenes del Servicio Distinguido con dos barras, especialmente por sus acciones en los Dardanelos y en los países bálticos.
Durante la Segunda Guerra Mundial, como Comandante en jefe de la Flota del Mediterráneo, Cunningham dirigió con éxito las fuerzas navales británicas en diversas batallas en el Mediterráneo, entre las que destacan el ataque sobre Tarento en 1940, el primer ataque de la historia exclusivamente desde un portaaviones y la batalla del cabo Matapán en 1941. Cunningham también fue responsable del esfuerzo para custodiar las líneas de abastecimiento aliadas a través de Alejandría, Gibraltar y Malta, así como de supervisar los diversos desembarcos aliados en el litoral mediterráneo. En 1943 fue nombrado Primer Lord del Mar, una posición que ocupó hasta su retiro en 1946. Después de su retiro, ejerció diversas posiciones ceremoniales, incluyendo la de Lord High Steward en la coronación de la reina Isabel II del Reino Unido en 1953. Murió el 12 de junio de 1963.

## Infancia
Andrew Cunningham nació en Rathmines, Condado de Dublín el 7 de enero de 1883, el tercero de cinco hijos del profesor Daniel Cunningham y de su esposa Elizabeth Cumming Browne, ambos de origen escocés. Él mismo describió a sus padres como «grandes intelectuales y de tradición clerical», ya que ambos abuelos habían sido clérigos. Su padre era profesor de anatomía en el Trinity College de Dublín. Su madre, ama de casa, supervisó, junto a sus criados y varias institutrices, la mayor parte de la educación de su hijo. Como resultado, él mismo afirmaba que mantenía una «cálida y cercana» relación con su madre.
Después de una corta estancia en una escuela de Dublín, fue enviado a la Academia de Edimburgo, donde se alojó junto a sus tías Doodles y Connie May. Con diez años su padre le envía un telegrama donde le preguntaba «¿querrías alistarte en la Marina?». En aquellos momentos, la familia no tenía ningún tipo de nexo con la Armada Real y Cunningham sólo había mostrado un vago interés por el mar. Sin embargo, respondió «Sí, quiero ser un almirante». Fue enviado a una Escuela Preparatoria Naval Stubbington House, especializada en preparar pupilos para el examen de acceso del Real Colegio Naval Britania, en Dartmouth. Cunningham aprobó los exámenes, mostrando una particular destreza en matemáticas.

## Inicios de la carrera naval

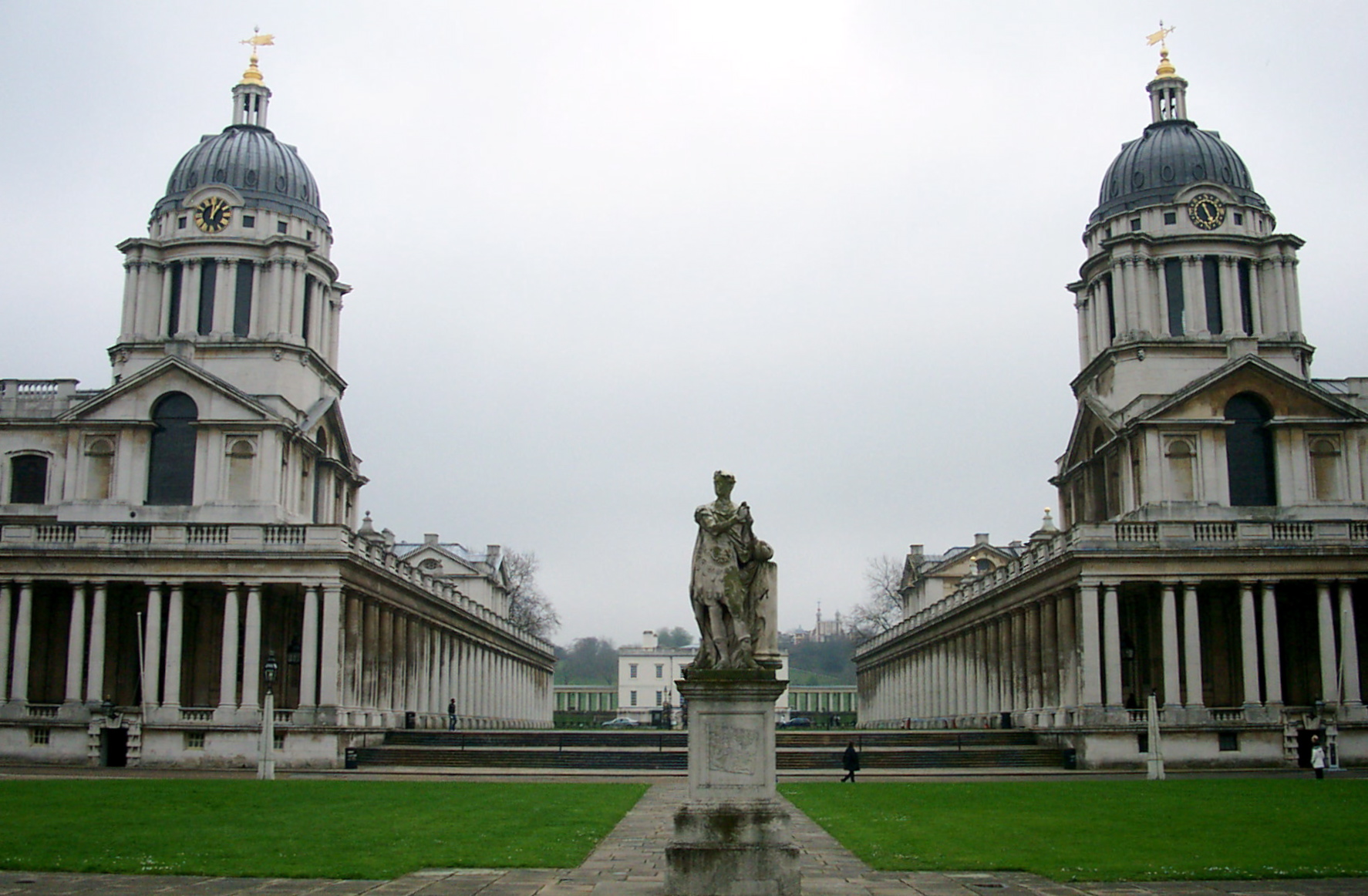
La antigua Real Escuela Naval de Greenwich, donde Cunningham hizo el curso de subteniente.

Con 64 alumnos más, Cunningham se unió a la Marina Real como cadete en el buque escuela HMS  Britannia  en 1897. Uno de sus compañeros de clase fue el futuro Almirante de la Flota James Fownes Somerville. Cunningham era conocido por su falta de entusiasmo en los deportes de campo, si bien le gustaba el golf y pasaba la mayor parte de su tiempo libre «entreteniéndose con los botes». Él mismo escribió en sus memorias que al final del curso estaba «ansioso para encontrar aventuras en el mar». Si bien se conocen numerosos incidentes menores de esta primera etapa, su conducta fue considerada como «muy buena». Aprobó en abril de 1898, siendo el primero de la promoción en matemáticas y náutica.
Su primer servicio en el mar fue como guardiamarina en el HMS Dorios en 1899, sirviendo en la Estación del Cabo cuando empezó la segunda guerra bóer. En febrero de 1900 fue destinado a la Brigada Naval, donde él mismo creía que «prometía oportunidades para la valentía y para distinguirse en acción». Cunningham combatió en Pretoria y Diamond Hill como parte de la Brigada. En diciembre de 1901 volvió a embarcarse, esta vez en el HMS Hannibal. El noviembre siguiente se unió a la tripulación del crucero protegido HMS Diadem.
A inicios de 1902, realizó el curso del subteniente en la base naval de Portsmouth y en Greenwich.
Posteriormente sirvió como subteniente en el acorazado HMS Implacable en el Mediterráneo durante 6 meses en 1903. En septiembre fue destinado al HMS Locust para servir como segundo al mando. Fue promovido a teniente en 1904, y sirvió en diversos barcos durante los 4 años siguientes. En 1908 recibió su primer mando, la HM Torpedero n.º 14.

## Primera Guerra Mundial

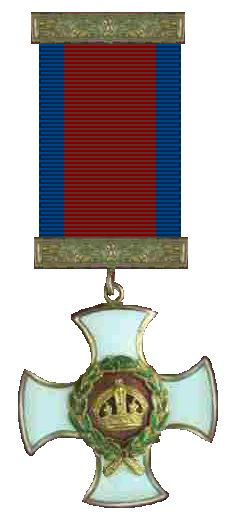
Orden del Servicio Distinguido del Reino Unido.

Cunningham fue altamente condecorado durante la Primera Guerra Mundial, recibiendo la Orden del Servicio Distinguido y dos barras. En 1911 había recibido el mando del destructor HMS Scorpion, que comandó durante toda la guerra. El Scorpion era un destructor de la clase Beagle botado en 1910 con impulso de carbón.
En 1914, el Scorpion participó en la persecución de los buques alemanes SMS Goeben y SMS Breslau. La operación intentó encontrar y destruir ambos barcos alemanes, pero estos consiguieron escapar de la flota británica y pasar a través de los Dardanelos para llegar hasta Constantinopla. Su llegada contribuyó decisivamente a que el Imperio otomano se uniera a las Potencias Centrales en noviembre de 1914. A pesar de ser una batalla sin bajas, el fracaso de la persecución británica tuvo unas enormes ramificaciones políticas y militares, que en palabras de Winston Churchill trajeron «más dolor, más miseria y más ruina de la que nunca antes había guiado la brújula de una nave».

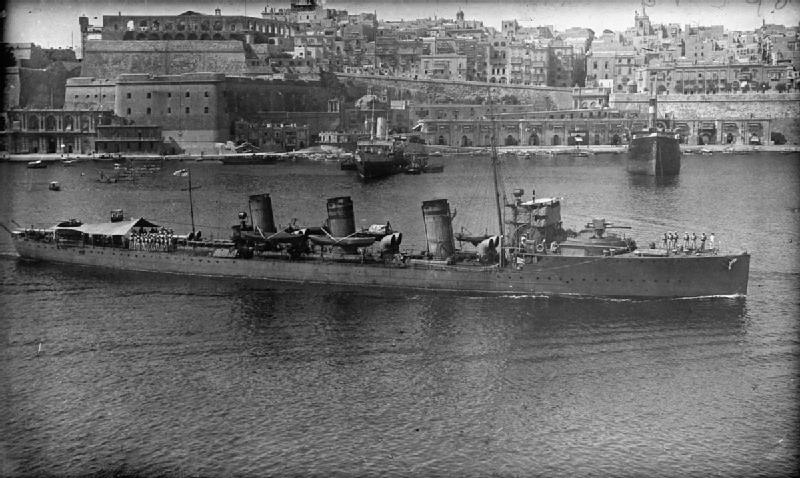
El HMS Scorpion fotografiado en 1915 en el puerto de Malta.

Cunningham permaneció en el Mediterráneo y, en 1915, el Scorpion participó en las operaciones navales previas y como apoyo al asalto anfibio sobre la península de Galípoli. Por su actuación, Cunningham fue recompensado con la promoción a capitán de corbeta (commander) y se le concedió la Orden del Servicio Distinguido.
Tras pasar casi un año en patrullas rutinarias, a finales de 1916 fue enviado para proteger convoyes, un destino que consideraba mundano. No tuvo ningún contacto con submarinos alemanes U-Boot durante este periodo, por lo que posteriormente comentaría que «la inmunidad de mis convoyes fue probablemente suerte». Convencido de que el Mediterráneo le ofrecía escasas posibilidades ofensivas, pidió el traslado de vuelta al Reino Unido. El Scorpion arribó el 21 de enero de 1918. En sus 7 años como capitán del Scorpion, Cunningham había ganado una reputación de experto marinero. Fue destinado al HMS Termagent por el Vicealmirante Roger Keyes, como parte de las llamadas «patrullas de Dover» en abril de 1918, recibiendo una barra para su Orden del Servicio Distinguido en 1919.

## Periodo de entreguerras

Fronteras impuestas por Alemania a Rusia en el Tratado de Brest-Litovsk.

### Asociación con Cowan
Cunningham participó en numerosas acciones bélicas durante el periodo de entreguerras. En 1919 comandó el Destructor clase S HMS Seafire en el Báltico. Tanto los bolcheviques como los Rusos Blancos y diversos movimientos nacionalistas letones, alemanes y polacos intentaban controlar Letonia, pero el Gobierno del Reino Unido había reconocido la independencia de Letonia después del Tratado de Brest-Litovsk. Fue en este viaje cuando Cunningham conoció al Almirante Walter Cowan. Cunningham quedó impresionado por los métodos de Cowan, especialmente por su navegación en aguas potencialmente peligrosas, con niebla espesa y campos de minas que amenazaban la flota. Durante diversos encuentros potencialmente problemáticos con fuerzas alemanas que intentaban abortar los movimientos independentistas letones, Cunningham exhibió un buen «autocontrol y juicio». El mismo Cowan afirmó que «el comandante Cunningham actuó una y otra vez con una prontitud infalible y una gran decisión, demostrando con ello ser un Oficial de excepcional valor y resolución».
Por sus acciones en el Báltico, Cunningham recibió una segunda barra para su Orden del Servicio Distinguido y fue promovido a Capitán en 1920. A su retorno del Báltico en 1922, fue nombrado capitán de la 6.ª Flotilla de Destructores. Siguieron diversos mandos más: la 1.ª Flotilla de Destructores en 1923, el destructor base, una estructura naval en tierra, HMS Lochinvar en el Puerto Edgar y el Fiordo de Forth entre 1926 y 1927. Cunningham volvió a encontrarse con el ya Vicealmirante Cowan entre 1926 y 1928, cuando Cunningham era Capitán de la Flota de Cowan mientras servía al Escuadrón de Norteamérica y las Indias Occidentales. En sus memorias Cunningham deja claro el «gran respeto» que sentía por Cowan y las muchas lecciones que recibió de él en los dos periodos en que sirvieron juntos. En las postrimerías de la década de los años 1920, Cunningham volvió al Reino Unido para participar en los cursos de la Escuela de Oficiales Superiores de Sheerness y el Colegio Imperial de la Defensa. Mientras que se encontraba en este último, en 1929, se casó con Nona Byatt (hija de Horace Vyatt; la pareja no tuvo ningún hijo). Después de un año en el Colegio, Cunningham recibió el mando de su primer gran barco, el acorazado HMS Rodney. Dieciocho meses después fue nombrado Comodoro del HMS Pembroke, nombre de los cuarteles de la Royal Navy en Chatham.

### Promoción a oficial de bandera

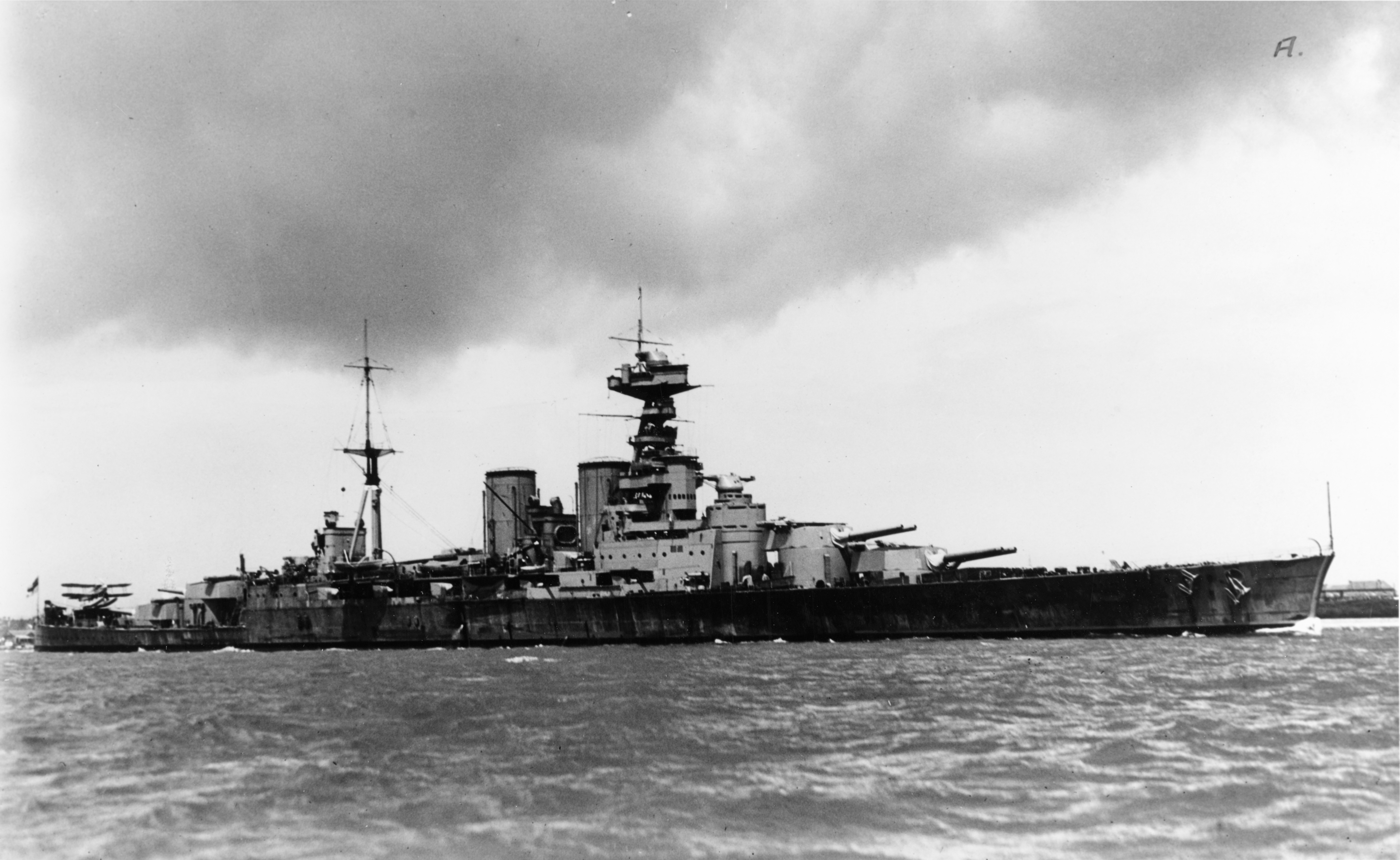
El HMS Hood en 1932.

En septiembre de 1932 Cunningham fue promovido a oficial de bandera y edecán del Rey Jorge V. Fue nombrado Contralmirante (de destructores) en el Mediterráneo en diciembre de 1933 y fue compañero de la Orden del Baño en 1934. Izando su enseña en el crucero ligero HMS Coventry, Cunningham aprovechó su tiempo para realizar prácticas de maniobras con la flota. perfeccionando así técnicas que después utilizaría en la Segunda Guerra Mundial. También realizó ejercicios en el océano Atlántico, donde aprendió los riesgos y virtudes de las acciones nocturnas, que utilizaría con gran efectividad en los siguientes años.
Cuando fue promovido a Vicealmirante en julio de 1936, dada la política naval de entreguerras, el servicio activo parecía remoto. Sin embargo, un año después, y debido a la enfermedad del Almirante Sir Geoffrey Blake, Cunningham asumió el cargo de comandante del Escuadrón de cruceros y segundo al mando de la Flota del Mediterráneo, con el HMS Hood como buque insignia. Después de su largo servicio en barcos pequeños, Cunningham consideró su estancia a bordo del Hood como un palacio, incluso sobrepasando su experiencia en un gran barco como era el HMS Rodney.
Mantuvo el mando del Hood hasta septiembre de 1938, cuando fue nombrado por el Almirantazgo como Adjunto al Jefe del Estado Mayor Naval, si bien no asumió el cargo hasta diciembre de 1939. Aceptó un cargo en tierra con desidia, pues no apreciaba la administración, pero se trataba de una evidente recompensa por parte del Almirantazgo. Durante 6 meses, y dada una enfermedad del Almirante Sir Roger Blackhouse, el entonces Primer Lord del Mar, sustituyó a Blackhouse en el Comité de Defensa Imperial y el Gabinete del Almirantazgo.

## Segunda Guerra Mundial

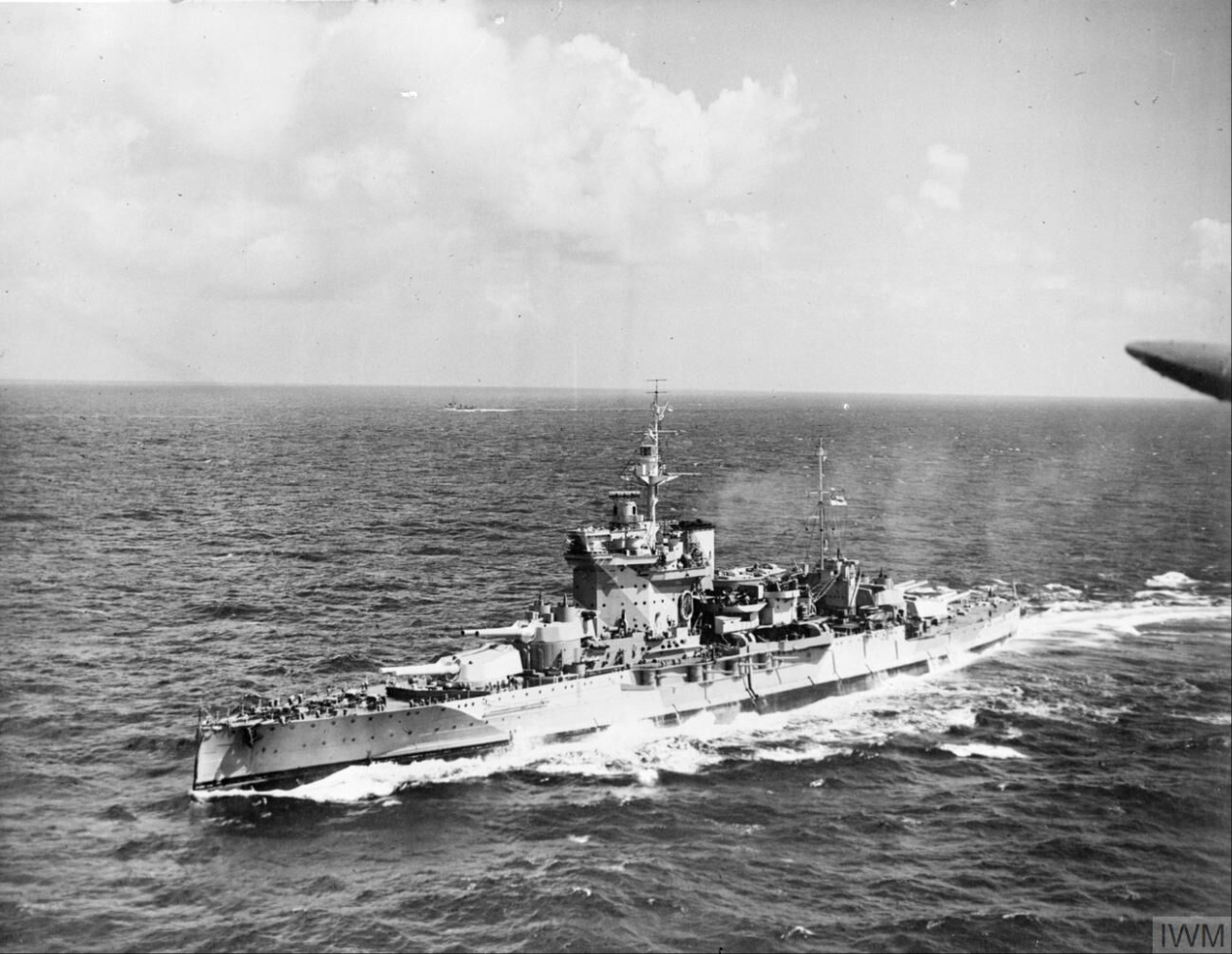
El HMS Warspite en 1942.

Cunningham describió el mando de la Flota del Mediterráneo como «el mejor mando que la Marina Real podía ofrecer», y remarcaba en sus memorias que «quizás conocía el Mediterráneo tan bien como cualquier otro oficial naval de mi generación». Cunningham fue nombrado Comandante en Jefe del Mediterráneo, izando su enseña en el HMS Warspite, un acorazado Dreadnought de la clase Queen Elisabeth el 6 de junio de 1939, un día después de llegar a Alejandría. Como Comandante en Jefe, la principal preocupación era la seguridad de los convoyes que se dirigían hacia Egipto y Malta. Estos convoyes tenían una extraordinaria importancia, pues eran totalmente necesarios para conservar Malta, una colonia británica y base naval pequeña pero crucial en estado de guerra. Malta era un punto estratégico de vital importancia y Cunningham lo tuvo muy presente. El marino creía que la principal amenaza al poderío naval británico en el Mediterráneo provendría de la Regia Marina italiana. Por eso Cunningham mantuvo su flota disponible en cualquier momento, pues tan pronto como Italia entrara en la guerra, la Flota Británica les estaría esperando.

### La Rendición de Francia (junio de 1940)

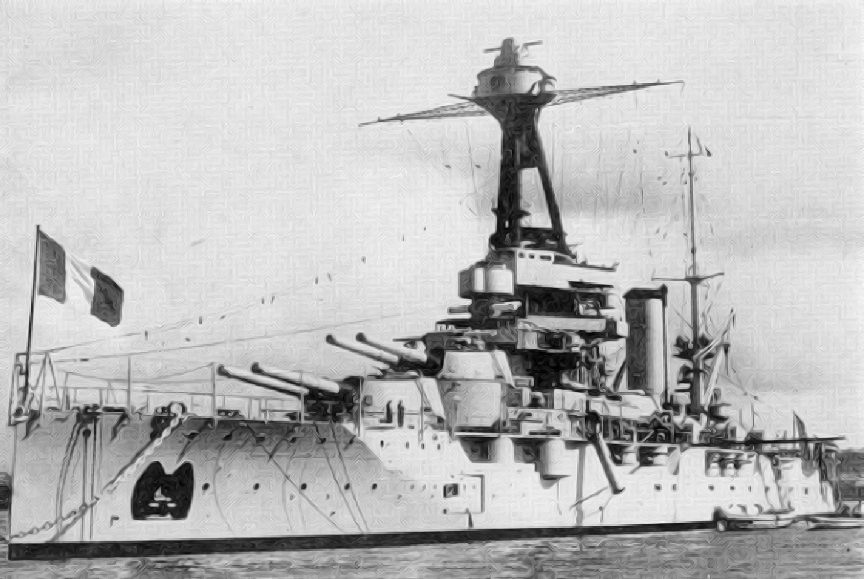
El Provence, acorazado francés gemelo al Lorraine.

En su papel como Comandante en Jefe del Mediterráneo, Cunningham tuvo que negociar con el Almirante francés René-Emile Godfroy para la desmilitarización y el internamiento de un escuadrón francés en Alejandría en junio de 1940, justo después de la caída de Francia. Churchill había ordenado a Cunningham que evitara que los barcos franceses abandonaran el puerto, y que se asegurara de que la flota de guerra gala no pasara a manos enemigas. Estacionado en aquellos momentos en Alejandría, Cunningham inició unas delicadas negociaciones con Godfroy para asegurar que su flota, consistente en el acorazado Lorraine, cuatro cruceros, tres destructores y un submarino no se convirtieran en ninguna amenaza. El Almirantazgo ordenó a Cunningham que completara las negociaciones el 3 de julio. Justo cuando el acuerdo parecía inminente, Godfroy se enteró de la acción británica en Mers el-Kebir y, por un instante, Cunningham temió que se produjese un enfrentamiento en el puerto de Alejandría entre la flota francesa y la británica. La sombra del fracaso se extendió sobre las negociaciones, pero finalmente el resultado fue positivo tras la implicación personal de Cunningham. Los marineros franceses vaciaron sus tanques de combustible y retiraron los mecanismos de fuego de sus cañones. Cunningham prometió repatriar a las tripulaciones de los barcos.

### Batalla de Tarento (noviembre de 1940)

Direcciones del ataque de los aviones británicos en Tarento.

Si bien la amenaza de la flota francesa había sido neutralizada, Cunningham todavía estaba pendiente de la amenaza que representaba la flota italiana para las operaciones aliadas en el Norte de África, con base en Egipto. Si bien la Royal Navy había alcanzado la victoria en diversas acciones decisivas en el Mediterráneo, los italianos contaban con una flota considerable y teóricamente superior a la británica, con la mayor parte de sus buques en puerto. Eso hizo que un potencial ataque de los italianos contra la flota británica fuera una seria amenaza. En aquellos momentos, el puerto de Tarento albergaba seis buques de guerra, seis de ellos dispuestos para la batalla, siete cruceros pesados, dos cruceros ligeros y ocho destructores bajo bandera italiana. El Almirantazgo, preocupado por la amenaza de los italianos, planeó la «Operación Juicio», un ataque por sorpresa sobre el puerto. Para realizar el ataque, el Almirantazgo envió el nuevo portaaviones HMS Illustrious, capitaneado por Lumley Lyster, para unirse al HMS Eagle de la flota de Cunningham.
El ataque se inició a las 21:00 h, hora local, del 11 de noviembre de 1940, cuando la primera de dos oleadas de aviones torpederos Fairey Swordfish despegaron del Illustrious, seguida por la segunda oleada una hora después. El ataque fue un gran éxito: la flota italiana perdió la mitad de sus efectivos en una sola noche. La importancia de la «flota en potencia» disminuyó y las potenciales amenazas al control de la Royal Navy en el Mediterráneo disminuyeron considerablemente. Después de la victoria, Cunningham afirmó: «la noche del 11 al 12 de noviembre de 1940 en Tarento, tenía que ser recordada para siempre por haber demostrado de un vez por todas que en el Fleet Air Arm la Armada tiene su arma más devastadora». La Royal Navy había lanzado el primer ataque naval totalmente aéreo de la historia, atacando con un pequeño número de aviones desde un portaaviones. Se cree que éste, junto con otros aspectos del ataque, fueron concienzudamente estudiados por los oficiales japoneses durante el planteamiento del ataque japonés sobre Pearl Harbor en 1941.
La reacción oficial de Cunningham fue memorablemente lacónica. Tras el aterrizaje del último avión, el Illustrious mandó el mensaje «Operación Juicio ejecutada». Después de examinar las fotografías de reconocimiento al día siguiente, que mostraban numerosos buques italianos hundidos o deshabilitados para el combate, Cunningham contestó con un mensaje en código de dos letras que afirmaba: «Maniobra bien ejecutada».

### Batalla del Cabo Matapán (marzo de 1941)

Resumen de la batalla del Cabo Matapán.

A finales de marzo de 1941, Hitler quería que se detuvieran los convoyes que llevaban suministros al Fuerza Expedicionaria Británica en Grecia, y la Regia Marina italiana era la única fuerza que capaz de hacerlo. Cunningham afirmó en su autobiografía: «Yo mismo me inclinaba a pensar que los italianos no intentarían nada. Aposté con el Comandante Power, el oficial de Estado Mayor de Operaciones, diez chelines a que no veríamos nada del enemigo». Sin embargo, bajo la presión alemana, la flota italiana planeó atacar a la flota británica el 28 de marzo de 1941.
El comandante italiano, almirante Angelo Iachino, intentó lanzar un ataque sorpresa sobre el escuadrón de cruceros británico destacado en la zona y comandado por el vicealmirante Sir Henry Pridham-Wippell, ejecutando un movimiento de pinza liderado por el acorazado Vittorio Venetto. Cunningham conocía los movimientos italianos gracias a la intercepción de los mensajes codificados por la máquina Enigma a través del sistema de escucha «Ultra». Si bien las intenciones italianas no estaban lo suficientemente claras, el estado mayor de Cunningham creía que se realizaría un ataque contra los convoyes de tropas y se ordenó preparar planes para abortar el ataque enemigo y, si era posible, interceptar su flota. Cunningham deseaba, no obstante, disimular sus propios movimientos y preparó incluso un partido de golf y una recepción esa misma noche para distraer la atención de los agentes enemigos. De hecho, fue visto por el cónsul japonés local. Al amanecer se embarcó en el HMS Waspite y abandonó Alejandría.
Dándose cuenta de que un ataque aéreo podría debilitar a los italianos, Cunningham ordenó un ataque con torpederos Albacore y Swordfish que despegaron desde el HMS Formidable el 26 de marzo de 1941. Un impacto sobre la hélice exterior de babor del Vittorio Veneto ralentizó temporalmente el acorazado y Iachino, dándose cuenta de que su flota era vulnerable sin cobertura aérea y habiendo perdido el contacto por radio con el resto de su flota, ordenó a sus fuerzas que emprendieran la retirada. Cunningham ordenó seguir a los italianos y así comenzó una exitosa operación que duró hasta el 29 de marzo.

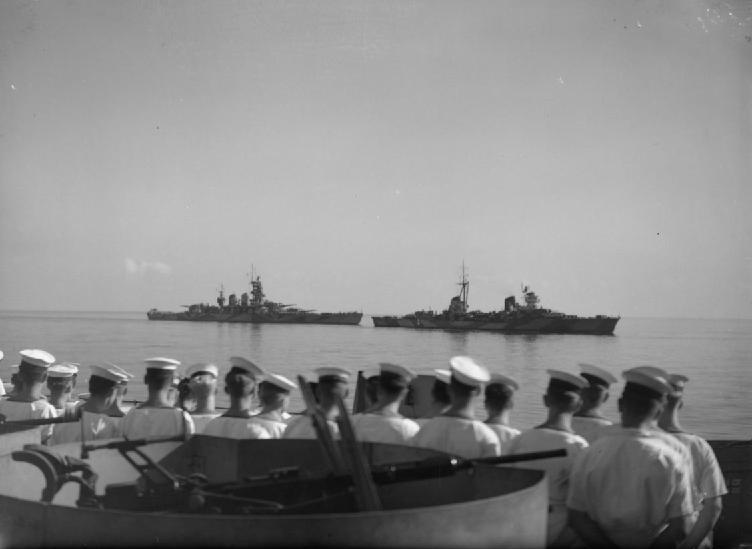
Marineros y oficiales del HMS Warspite, buque insignia de Cunningham, contemplan la rendición de la Regia Marina italiana en 1943.

Uno de los ataques aéreos desde el Formidable causó importantes daños en el crucero Pola y Iachino, que desconocía la persecución a la que lo sometía la flota de Cunningham, ordenó a un escuadrón de cruceros y destructores que volvieran y protegieran el Pola, aunque finalmente debió ser abandonado bajo un fuerte fuego de artillería británica. Cunningham, mientras tanto, se había reunido con el escuadrón de cruceros de Pridham-Wippell. A pesar de que a lo largo del día se produjeron numerosas escaramuzas sin que se decidiese la victoria, ninguno de los barcos italianos estaba equipado para la lucha nocturna, por lo que cuando cayó la noche, intentaron retornar hacia Tarento. Pero los británicos sí que estaban equipados con radar y el crucero HMS Ajax detectó a los italianos poco después de las 22:00 hora local. Es un momento clave en la guerra naval de la Segunda Guerra Mundial, pues los acorazados Barham, Valiant y Warspite, abrieron fuego sobre los dos cruceros italianos enviados para proteger el Pola, el Fiume y el Zara a sólo 3500 metros de distancia, destruyéndolos en sólo 5 minutos. A la mañana siguiente fue hundido definitivamente el Pola junto con dos de sus destructores de escolta.
Si bien el Vittorio Veneto escapó de la batalla y consiguió volver a Tarento, Cunningham recibió muchas felicitaciones por proseguir la persecución durante la noche, contra el consejo de su estado mayor. Después de la anterior derrota en Tarento, la derrota en el Cabo Matapán conllevó el desastre estratégico para la Marina italiana: cinco buques (tres cruceros pesados y dos destructores) habían sido hundidos y cerca de 2400 marineros italianos habían resultado muertos, desaparecidos o capturados. Las únicas pérdidas británicas fueron los tres aviadores del único avión torpedero abatido. Cunningham había perdido su apuesta con el Comandante Power, pero había alcanzado una victoria estratégica crucial en la guerra del Mediterráneo. Las derrotas en Tarento y en el Cabo Matapán aseguraron que la flota italiana no pudiera intervenir en las posteriores evacuaciones de Grecia y Creta de 1941. También supuso que, durante el resto de la guerra, la Regia Marina abandonase el Mediterráneo Oriental a las flotas aliadas, y nunca más saliera de sus puertos.

### Batalla de Creta (mayo de 1941)

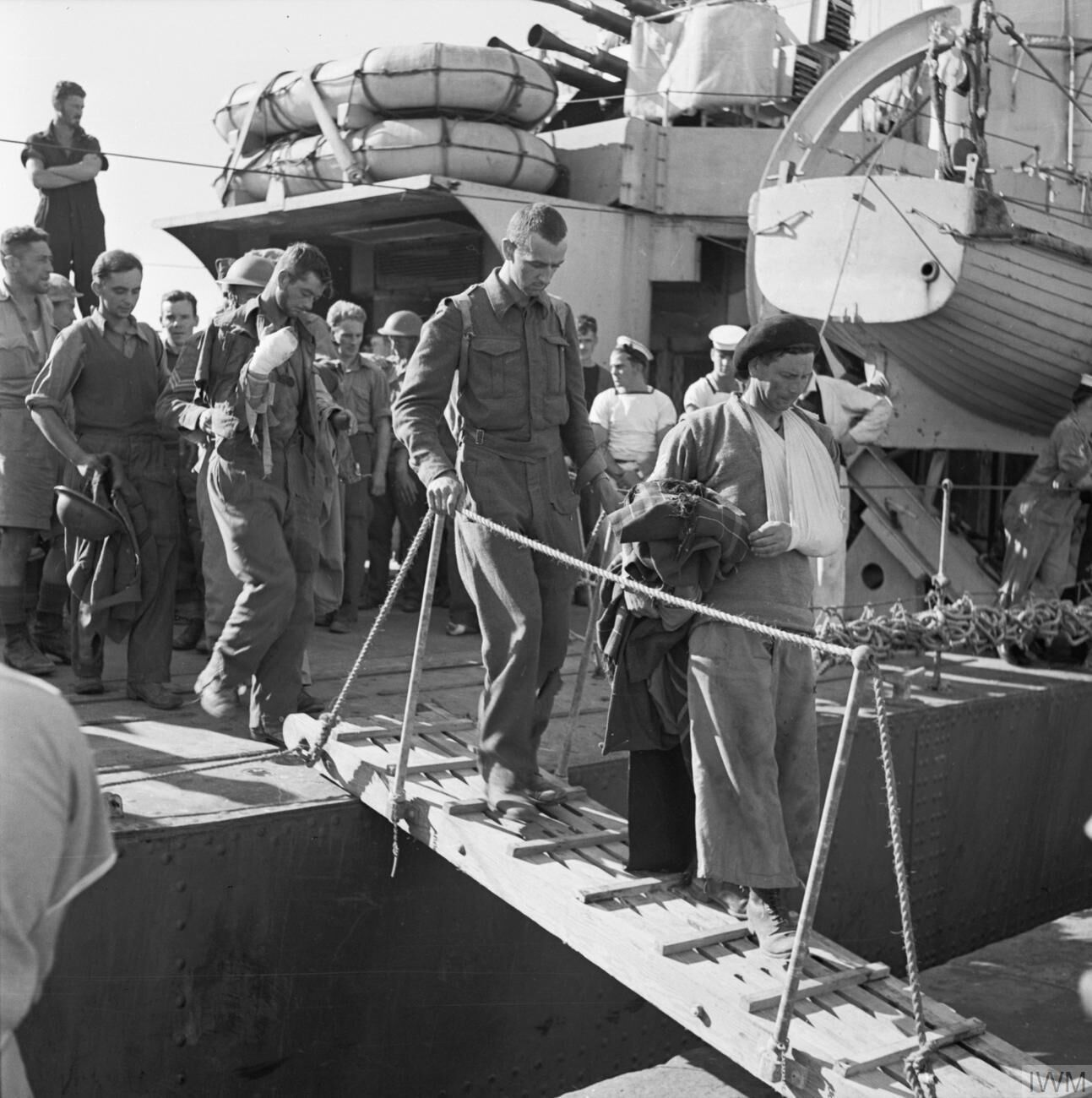
Heridos británicos evacuados hacia Alejandría.

La mañana del 20 de mayo de 1941, Alemania lanzó una invasión paracaidista sobre Creta, con el nombre clave de «Operación Mercurio» (Unternehmen Merkur). A pesar de a las altas bajas iniciales, el aeropuerto de Maleme, en el oeste de la isla, cayó en manos alemanas y permitió a los invasores llevar refuerzos y superar a las fuerzas aliadas destacadas en la isla.
Después de una semana de duros combates, el mando británico describió la situación como desesperada y ordenó una evacuación desde Sfakia. Durante las siguientes cuatro noches, 16.000 soldados aliados fueron evacuados hacia Egipto por vía marítima, evacuación en la que participó el HMS Ajax, conocido por la batalla del Río de la Plata. Un número pequeño de barcos participó en una misión separada de evacuación desde Heraklion, pero fueron atacados en ruta por los Bombardero en picado de la Luftwaffe. Sin protección aérea, las naves de Cunningham sufrieron graves pérdidas. Sin embargo, Cunningham estaba decidido a que «la Armada no debía dejar abandonado al Ejército», y cuando los generales del ejército temieron que se perdieran demasiados barcos, Cunningham dijo la ya famosa sentencia de que:

«Cuesta tres años construir un barco; y cuesta tres siglos construir una tradición».

La actitud de Cunningham y sus hombres hicieron que de los 22.000 hombres destinados a Creta se rescataran 16.500, con la pérdida de 3 cruceros, 6 destructores y 15 barcos severamente dañados.

### Fuerza Expedicionaria Aliada (1943-1946)

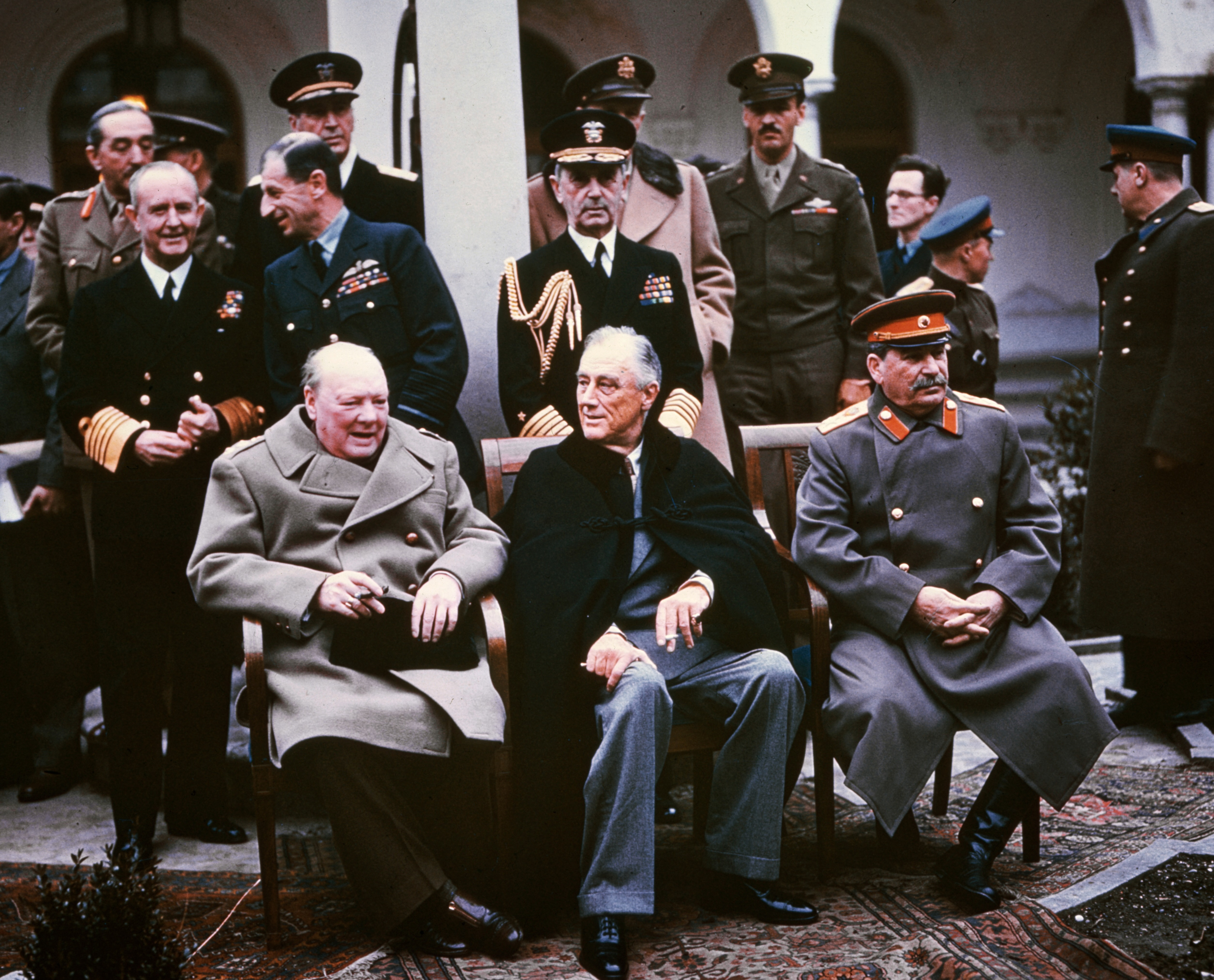
Cunningham detrás de Churchill en la Conferencia de Yalta.

Entre finales de 1942 e inicios de 1943 Cunningham sirvió bajo el General Eisenhower, que lo nombró Comandante Supremo Naval de la Fuerza Expedicionaria Aliada. En este cargo comandó la gran flota que cubrió los desembarcos aliados en el Norte de África («Operación Antorcha»). Eisenhower escribió de él en su diario:

«Almirante Sir Andrew Browne Cunningham. Según mi opinión se sitúa en lo más alto de mis subordinados por su absoluto desinterés, energía, devoción al deber, conocimiento de su tarea y comprensión de los requisitos de las operaciones aliadas. Mi opinión sobre sus superiores cualidades no ha vacilado ni un segundo».

En febrero de 1943 Cunningham volvió a su trabajo como Comandante en Jefe de la Flota del Mediterráneo dejando el puesto en la Fuerza Expedicionaria Aliada al almirante Bertram Ramsay. Tres meses después, cuando las fuerzas del Eje en el Norte de África estaban a punto de rendirse, ordenó que no se permitiera escapar a ni uno solo de ellos. De acuerdo con su carácter recio ordenó a la flota «Hundir, quemar y destruir: que no pase nada». Así mismo, supervisó las fuerzas navales que auxiliaron a las invasiones anfibias de Sicilia («Operación Husky», «Operación Baytown» y «Operación Avalancha»). En la mañana del 11 de septiembre de 1943, Cunningham estuvo presente en Malta durante la rendición de la Flota italiana, informando al Almirantazgo con un telegrama: «Con placer informo a sus Lores de que la Flota de Guerra Italiana ahora descansa anclada bajo los cañones de la fortaleza de Malta».
El 21 de octubre de 1943 Cunningham se convirtió en el Primer Lord del Mar del Almirantazgo y Jefe del Estado Mayor Naval, después de la muerte de Dudley Pound. Esta promoción significaba que tenía que dejar su querido cargo de Comandante en Jefe del Mediterráneo, recomendando para la tarea al Almirante John H.D. Cunningham como su sucesor. En la posición de Primer Lord del Mar, y como miembro del Comité de jefes de Estado Mayor, Cunningham era responsable de la dirección estratégica de la Armada durante el resto de la guerra. Asistió así a las conferencias aliadas de El Cairo, Teherán, Yalta y Potsdam, donde los Aliados discutieron futuras estrategias, incluyendo el desembarco de Normandía y el despliegue de una Flota británica en el océano Pacífico.

## Retiro

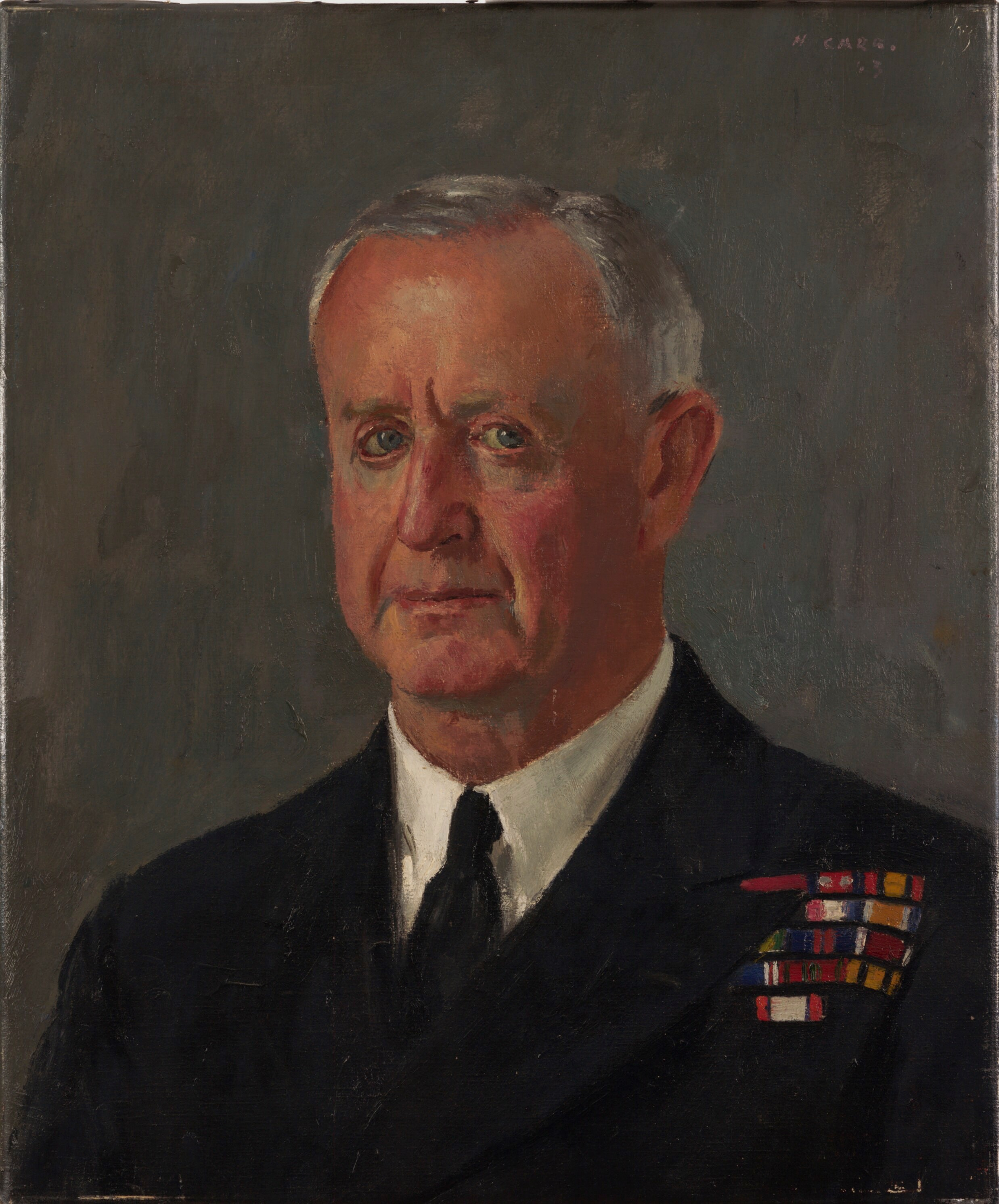
Retrato oficial del Almirante Andrew Cunningham en el Imperial War Museum, realizado en 1943.

Cunningham pudo retirarse al final de la guerra en 1945, pero decidió liderar la Royal Navy durante la transición a la paz antes de retirarse. Con la elección de Clement Attlee como primer ministro británico en 1945 y la implementación de su Consenso de Posguerra, hubo una gran reducción en el presupuesto de defensa. La extensa reorganización de una Armada habituada a la guerra fue un desafío para Cunningham, que afirmó: «nos dimos cuenta de que era mucho más sencillo hacer la guerra que reorganizarnos para la paz». Dadas las presiones al presupuesto de los tres servicios de defensa, la Armada inició un programa de reducción del gasto y efectivos mayor de lo que Cunningham había previsto.
A finales de mayo de 1946, después de la transición hacia la paz, Cunningham se retiró de su cargo como Primer Lord del Mar y se trasladó a su «pequeña casa de campo», Palace House en Bishop's Waltham, Hampshire, que él y Lady Cunningham habían comprado antes de la guerra y donde recibieron a muchos amigos y familiares, como su propio sobrino nieto, el posteriormente Primer Lord del Mar Jock Slater. A pesar de su retiro asistía esporádicamente a la Cámara de los Lores, y ocasionalmente firmaba algunas declaraciones sobre la Marina británica, particularmente cuando se referían al Almirante Dudley North, que había sido relevado de su mando en Gibraltar en 1940. Cunningham y diversos almirantes de la flota vencedora en la Segunda Guerra Mundial buscaban asegurar un trato justo para North, y triunfaron mediante una justificación parcial en 1957.
Entre 1945 y 1948 ejerció como rector de la Universidad de Edimburgo.
Además, obtuvo diversos nombramientos, como Lord Alto Comisionado de la Asamblea General de la Iglesia de Escocia en 1950 y 1952 y, en 1953, Lord High Steward en la coronación de la Reina Isabel II del Reino Unido. Cunningham falleció en Londres el 12 de junio de 1963 y fue enterrado en el mar delante de Portsmouth. Sus títulos nobiliarios se extinguieron con él, pues no tuvo hijos.
Un busto de Cunningham realizado por Franta Belsky fue inaugurado en Trafalgar Square, Londres el 12 de abril de 1967 por el Príncipe Felipe de Edimburgo.

## Reconocimientos

Busto de bronce inaugurado en Trafalgar Square el 12 de abril de 1967 por Felipe de Edimburgo.

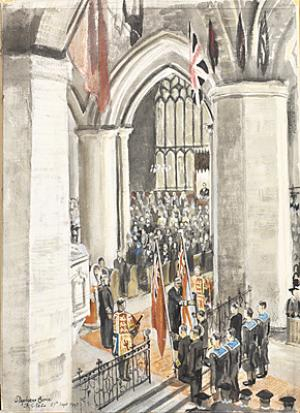
Cunningham y parte de la tripulación del HMS Warspite presentando la White Ensign, bandera de la Royal Navy, en Edimburgo.

A continuación hay una lista de los honores recibidos en vida por Cunningham:

### Reino Unido
| Honor                                                | Abreviatura/Título | Fecha              |
| ---------------------------------------------------- | ------------------ | ------------------ |
| Orden del Servicio Distinguido                       | DSO                | marzo de 1916      |
| Primera barra para la Orden del Servicio Distinguido | DSO*               | febrero de 1919    |
| Segunda barra para la Orden del Servicio Distinguido | DSO**              | mayo de 1920       |
| Compañero de la Orden del Baño                       | CB                 | junio de 1934      |
| Caballero comendador de la Orden del Baño            | KCB                | enero de 1939      |
| Caballero gran cruz de la Orden del Baño             | GCB                | marzo de 1941      |
| Baronet de Hyndhope, Selkirk                         | Bt.                | 7 de julio de 1942 |
| Caballero de la Orden del Cardo                      | KT                 | enero de 1945      |
| Barón Cunningham de Hyndhope                         | Barón              | agosto de 1945     |
| Vizconde Cunningham de Hyndhope                      | El vizconde        | enero de 1946      |
| Orden del Mérito                                     | OM                 | junio de 1946      |

### Otros países
| Condecoración                                                | País           |
| ------------------------------------------------------------ | -------------- |
| Croix de guerre                                              | Bélgica        |
| Gran Cordón Especial de la Nube y la Bandera                 | China          |
| Comendador de la Legión de Honor                             | Francia        |
| Croix de guerre 1939-1945                                    | Francia        |
| Médaille militaire                                           | Francia        |
| Medalla del Mérito Militar, primera clase                    | Grecia         |
| Gran Cruz de la Orden de Jorge I                             | Grecia         |
| Gran Oficial de la Orden de Ouissam Alaouite                 | Marruecos      |
| Caballero Gran Cruz de la Orden del León de los Países Bajos | Países Bajos   |
| Gran Cordón de la Orden de Nichan Iftikhar                   | Túnez          |
| Comandante en jefe de la Legión al Mérito                    | Estados Unidos |
| Medalla por Servicio Distinguido de la Armada                | Estados Unidos |
| Medalla por Servicio Distinguido del Ejército                | Estados Unidos |
| Medalla de la Campaña Europea-Africana-Oriente Medio         | Estados Unidos |